# Belemnia obscura
Belemnia obscura là một loài bướm đêm thuộc phân họ Arctiinae, họ Erebidae.